# Jeong Young-sik
Jeong Young-sik (Uijeongbu, 20 januari 1992) is een Zuid-Koreaans professioneel tafeltennisser. Hij speelt rechtshandig met de shakehandgreep. Jeong is zijn achternaam.
Hij nam namens zijn land deel aan de Olympische Zomerspelen van 2016 en 2020. Beide keren werd hij 4e met het team.

## Belangrijkste resultaten
- Brons met het team op het wereldkampioenschap 2018.
- Brons in het dubbelspel op het wereldkampioenschap 2017 met Lee Sang-su.
- Brons met het team op het wereldkampioenschap 2016.
- Brons met het team op het wereldkampioenschap 2012.
- Brons in het dubbelspel op het wereldkampioenschap 2011 met Kim Min-seok.
- Brons met het team op het wereldkampioenschap 2010.